# Julien Desprès
Julien Desprès, född den 12 maj 1983 i Clamart i Frankrike, är en fransk roddare.
Han tog OS-brons i fyra utan styrman i samband med de olympiska roddtävlingarna 2008 i Peking.